# Stančić (Gnjilane)
Pour les articles homonymes, voir Stančić.
Stançiq en albanais et Stančić en serbe latin (en serbe cyrillique : Станчић) est une localité du Kosovo située dans la commune/municipalité de Gjilan/Gnjilane, district de Gjilan/Gnjilane (Kosovo) ou district de Kosovo-Pomoravlje (Serbie). Selon le recensement kosovar de 2011, elle compte 8 habitants, tous albanais.

## Démographie

### Évolution historique de la population dans la localité
| 1948 | 1953 | 1961 | 1971 | 1981 | 1991 | 2011 |
| ---- | ---- | ---- | ---- | ---- | ---- | ---- |
| 667  | 699  | 632  | 440  | 242  | 189  | 8    |

|  |